# Distillazione molecolare
La distillazione molecolare è una tecnica di distillazione sottovuoto condotta al di sotto della pressione di 0.01 torr. 0.01 torr è di un ordine di grandezza al di sotto del limite superiore dell'alto vuoto, dove i fluidi sono in regime molecolare libero, cioè dove il cammino libero medio delle molecole è paragonabile alle dimensioni del apparecchiature. La fase gassosa non esercita una pressione significativa sulla sostanza da evaporare, e di conseguenza, la velocità di evaporazione non dipende dalla pressione. Vale a dire, poiché le ipotesi del continuum della dinamica dei fluidi non si applicano più, il trasporto di massa è regolato dalla dinamica molecolare piuttosto che dalla dinamica dei fluidi. Pertanto per tale distillazione è necessario un breve percorso tra la superficie calda e la superficie fredda, tipicamente sospendendo una piastra calda sulla quale scorre una pellicola di liquido da distillare, posta accanto a una piastra fredda (con funzione di condensatore) con un breve spazio in mezzo. La distillazione molecolare viene utilizzata industrialmente per la purificazione di oli.